# Vierkirchen, Sachsen
Vierkirchen är en kommun i Landkreis Görlitz i förbundslandet Sachsen i Tyskland. Kommunen har cirka 1 600 invånare. Kommunen bildades den 1 januari 1994 genom en sammanslagning av kommunerna Arnsdorf-Hilbersdorf, Buchholz och Melaune.
Kommunen ingår i förvaltningsområdet Reichenbach/O.L. tillsammans med kommunerna Königshain och Reichenbach/O.L.